# نمایشگاه‌گردان

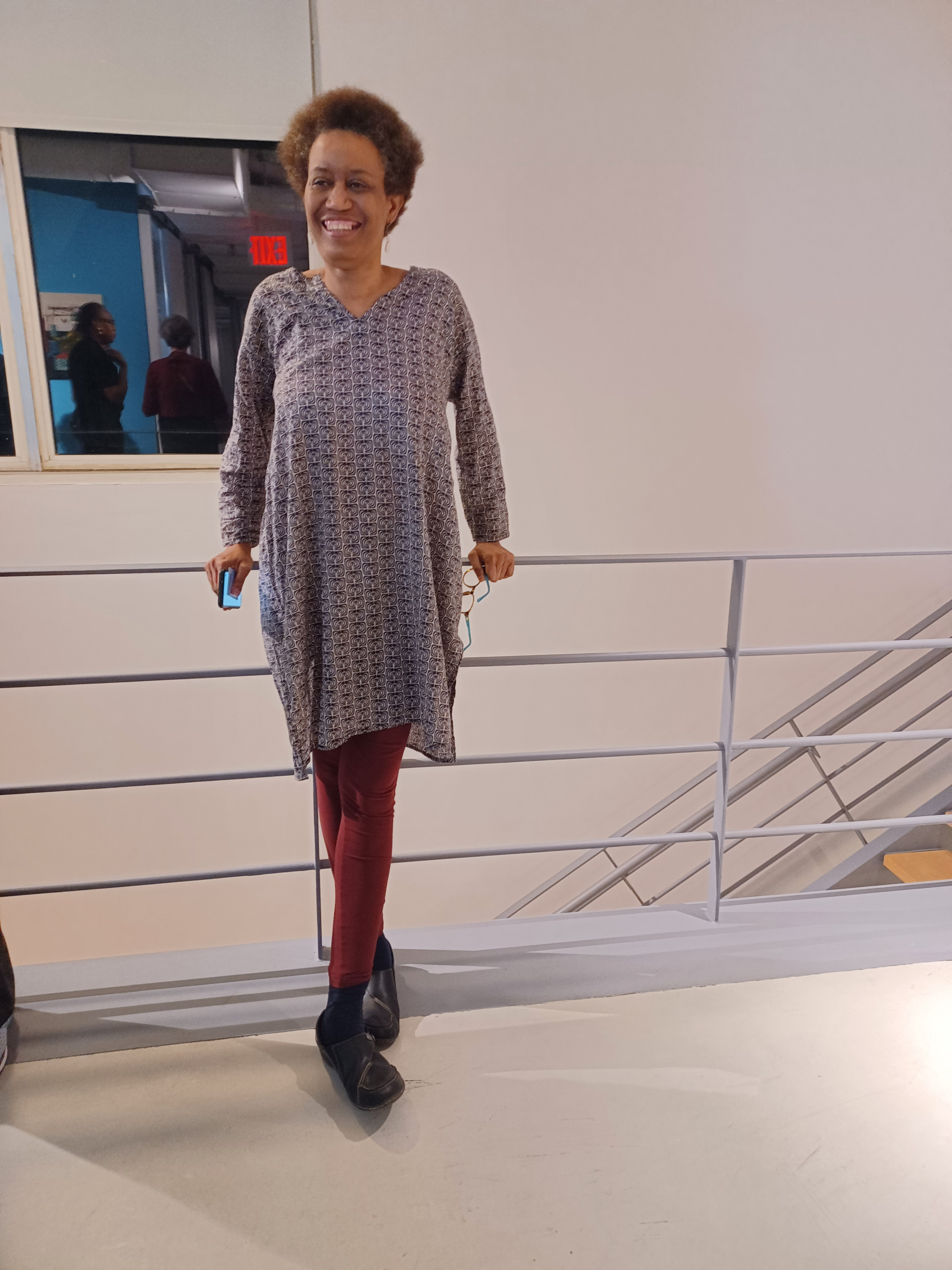
کیوریتور نقش مهمی در معرفی هنرمندان و آثار هنرمندان دارند

نمایشگاه‌گردان یا هنرگردان یا کیوریتور (به انگلیسی: Curator)، کسی است که از طریق تخصص، اطلاعات و ذوق شخصی، و بر اساس تفسیر از موضوع و یا آثار، مجموعه‌ یا مجموعه‌هایی از آثار هنری، تاریخی و یا اسناد را انتخاب و با ایجاد روایتی جدید، نمایشی از آثار فراهم می‌کند که خود به عنوان اثری جدید شناخته می‌شود. 
با چنین تعریفی در دنیای هنرِ معاصر، نمایشگاه‌گردان و یا کیوریتور، جایگاهی فراتر از نقشِ سنتی این حرفه که در حقیقت حافظ و متخصص هنر در موزه‌های هنری و یا تاریخی بود به عهده گرفته است و به همین قیاس، امروزه آنچه که کیوریتورها ارائه می‌دهند، خود دستمایه تفسیر جدیدی از هنر است که روایتی دیگر از آثار و یا تاریخ را پیش پای منتقدین یا تاریخ‌نگاران هنر، برای نگاهِ تازه‌ای به هنر فراهم می‌کند.
هرچند این حرفه در ابتدا مرتبط با هنرهای دیداری بود، اما امروزه با توجه به نقش پراهمیت آن در تفسیر و روایت تاریخ هنر، به حوزه‌های دیگر هنرها و نیز تاریخ و مباحث فرهنگی گسترانیده شده است.
همچنین کیوریتورها لزوما کار چند هنرمند را دور هم جمع نمی‌کند؛ کیوریتور می‌تواند کار یک هنرمند، بخشی از اسناد تاریخی، و یا آثاری بی‌ارتباط مستقیم به هنر را گرد هم آورده و چیزی (به مثابه اثر هنری و یا مفهوم فسلفی) نو خلق کند.
نمایشگاه‌گردان یا کیوریتور نقشی محوری در ایجاد روایت‌های جدید هنر در هنر معاصر ایفا می‌کند؛ او از طریق نمایش یا نمایشگاه‌هایی که دیدگاه‌های متعارف را به چالش می‌کشند و موضوعات و ایده‌های نوآورانه را معرفی می‌کنند، نه تنها مسائل اجتماعی معاصر را منعکس می‌کنند بلکه مرزهای بیان هنری را نیز گسترش می‌دهند و بدین ترتیب روایتی را ایجاد می‌کنند که با مخاطبان معاصر همخوانی دارد. کیوریتورها مورخان هنر را به سمت حوزه‌های ناشناخته مطالعه هدایت می‌کنند و آنها را تشویق می‌کنند تا تفاسیر پذیرفته شده تاریخ هنر را دوباره ارزیابی کنند. این فرآیند پنجره‌های جدیدی را برای مورخان هنر باز می‌کند و زمینه‌ها و چارچوب‌های تازه‌ای برای تحلیل و درک هنر فراهم می‌کند. از طریق نمایشگاه‌های کیوریتورها که به مثابه اثری هنری می‌توانند شناخته شوند، و پژوهش‌های همراه، آنها گفتمانی پویا و در حال تحول در دنیای هنر را ترویج می‌دهند، شکاف بین گذشته و حال را پر می‌کنند و راه را برای اکتشافات آینده در تاریخ هنر هموار می‌کنند.

## تاریخچه
تاریخچهٔ نمایشگاه‌گردانی به معنای مستقل آن،  به اندیشه و روشی باز می‌گردد که مارسل دوشان در سال ۱۹۳۸ در نمایشگاه بین‌المللی سوررئالیست‌ها در پاریس به‌کار برد. او با ترفندهایی ساده و هوشمندانه برای تأثیر فوری و ایجاد روایت و تفسیر برای مخاطب، با سیاقی که دوشان به چه در آثار خود به عنوان هنرمند و چه در مقام اندیشمند داشت، آثار سوررئالیست‌ها را که خارج از فضای موزه‌ها و فضای آکادمیک و نظام سنتی متداول قرار داشتند را در سطح جهانی معرفی کرد. آثاری که بر این بیرون ماندن اصرار داشتند. هنوز هم نمایشگاه‌گردانی معاصر همین دغدغه‌ها را دارد.
هانس اولریش اوبریست در کتاب خود، شیوه‌های هنرگردانی، در این باره می‌گوید: «ریشهٔ لاتین کلمهٔ «Curare» به معنی مراقبت کردن است. در رم باستان «Curatore» خادمِ شهری بود که وظایف پیش پا افتاده اما مهم و ضروری مثل نظارت بر تأسیسات عمومی، گرمابه و فاضلاب را برعهده داشت. در قرون وسطی که بُعد متافیزیکی انسان مورد تأکید قرار گرفت، «Curatus» به مثابه کشیشی بود که از روح انسان مراقبت می‌کرد. تا اواخر قرن هجدهم «Curator» معنای مراقبت از یک بخش موزه را پیدا کرد. در طول اعصار از این ریشه، انواع مختلف مراقبت استنباط شده، اما گونهٔ معاصرش همان معنای نیای باستانی را دارد: کاشتن، عمل آوردن، هرس کردن و کمک به مردم برای آنکه زندگی و محیط مشترک‌شان را بهبود دهند.» اما امروز وظیفه و رسالت یک کیوریتور، حفاظت از ذات و اندیشه هنر و ایجاد ارتباط بین مخاطب و هنرمند به مثابه اندیشه‌ورز است.

## کیوریتوری در ایران
در ایران به اشتباه، کسی که مسئولیت برگزاری نمایشگاه (عموماً گروهی)، انتخاب عنوان نمایشگاه و نوشتن توضیحات را برعهده دارد و دلایل کنار هم قرار گرفتن آثار را بیان می‌کند، کیوریتور می‌گویند،در صورتی که این شرح وظایف، با توجه به تاریخ و اسناد نمایشگاهی در نگارخانه‌ها و موزه‌های هنری، بخصوص موزه هنرهای معاصر تهران، به دبیر نمایشگاه گفته شده و کیوریتور (یا نمایشگاه‌گردان) عموما در موقعیت حرفه‌ای متفاوتی با دبیر نمایشگاه قرار دارد. 

## واژه‌شناسی
واژه کیوریتور بصورت سنتی به موزه‌داری اشاره دارد، اما با تکوین و تعریف معاصر که کیوریتور هم‌زمان هم نقش آفریننده و هم مفسر را به عهده دارد، بین واژه کیوریتور موزه و کیوریتور تفاوت معنایی پیدا شده است.
در ایران، واژه‌های متعددی را برای این حرفه، همچون نمایشگاه‌گردان، نمایش‌گردان، هنرگردان یا هنربان، پیشنهاد کرده‌اند که از بین آن‌ها، کیوریتور و نمایشگاه‌گردان، بیشترین بسامد را داشته‌اند.